# Muntele Ajax
Muntele Ajax sau Mount Ajax este un munte cu altitudinea de maximă 3.770 m deasupra n.m. care se află situat la 1,5 km sud-vest de Mount Royalist din munții Amiralității. Muntele poartă numele unei nave a unei expediții neozeelandeze care  a explorat regiunea între anii 1957 - 1958. Ceilalți munți vecini au fost după numele altor  nave neozeelandeze, ca de exemplu Mount Achilles.